# Carnets de scène
Carnets de scène è un album dal vivo della cantante francese Patricia Kaas, pubblicato nel 1991.

## Tracce
1. Générique (Thème Montmajour)
2. Les Mannequins d'osier
3. Venus des abribus
4. Mon mec à moi
5. Cœurs brisés
6. L'Heure du jazz
7. Lili Marlène
8. D'Allemagne
9. Summertime
10. Kennedy Rose
11. Mademoiselle chante le blues
12. Bessie
13. Les hommes qui passent
14. Une dernière semaine à New York
15. Quand Jimmy dit
16. Un dernier blues